# 米哈伊尔·亚历山德罗维奇·叶梅利亚诺夫
米哈伊尔·亚历山德罗维奇·叶梅利亚诺夫（俄语：Михаил Александрович Емельянов；1991年4月5日—）是一名哈萨克斯坦短距离皮划艇运动员，曾于2000年代末参加比赛。 2008年北京夏季奥运会，他在500米单人和男子1000米单人划艇项目的半决赛中被淘汰。
叶梅利亚诺夫毕业于南哈萨克斯坦人文学院。由于杰出的体育成就，他被授予“哈萨克斯坦共和国国际级体育大师”荣誉称号。
他的兄弟谢尔盖和季莫费也是皮划艇运动员。